# Tour da Eslováquia de 2020
A 64.ª edição do Tour da Eslováquia foi uma corrida de ciclismo de estrada por etapas que se celebrou entre 16 e 19 de setembro de 2020 com início na cidade de Žilina e final na cidade de Skalica na Eslováquia. O percurso constou de um total de 5 etapas sobre uma distância total de 673,1 km.
A corrida fez parte do circuito UCI Europe Tour de 2020 dentro da categoria 2.1 e foi vencida pelo alemão Jannik Steimle da Deceuninck-Quick Step. Completaram o pódio, como segundo e terceiro classificado respectivamente, o também alemão Nico Denz da Sunweb e o neozelandés Shane Archbold, colega de equipa do vencedor.

## Equipas participantes
Tomaram parte na corrida 18 equipas, dos quais 5 foram de categoria UCI WorldTeam, 6 de categoria UCI ProTeam, 6 de categoria Continental e a selecção nacional da Eslováquia, quem conformaram um pelotão de 125 ciclistas. As equipas participantes são:
| Equipes WorldTeam (5)- Deceuninck-Quick Step - Bora-Hansgrohe - Team Sunweb - Cofidis - Israel Start-Up Nation Equipes ProTeam (6)- Alpecin-Fenix - Bingoal-Wallonie Bruxelles - Uno-X Pro Cycling Team - Team Novo Nordisk - Vini Zabù-KTM - Gazprom-RusVelo Equipes Continentais (6)- Dukla Banská Bystrica - Elkov-Kasper - Adria Mobil - Cycling Team Friuli ASD - Mazowsze Serce Polski - Hrinkow Advarics Cycleang Equipe nacional- Eslováquia |
| |

## Etapas
| Etapa | Data    | Percurso                          | type            | Distância (km) | Vencedor       | Líder geral    |
| ----- | ------- | --------------------------------- | --------------- | -------------- | -------------- | -------------- |
| 1a    | 16 set. | Žilina – Žilina                   | etapa escarpada | 106,4          | Martin Laas    | Martin Laas    |
| 1b    | 16 set. | Žilina – Žilina                   | etapa escarpada | 7,1            | Jannik Steimle | Jannik Steimle |
| 2     | 17 set. | Žilina – Banská Bystrica          | etapa escarpada | 206,6          | Nico Denz      | Jannik Steimle |
| 3     | 18 set. | Banská Bystrica – Žiar nad Hronom | etapa escarpada | 181,3          | Martin Laas    | Jannik Steimle |
| 4     | 19 set. | Topoľčianky – Skalica             | etapa escarpada | 171,7          | Rudy Barbier   | Jannik Steimle |

## Desenvolvimento da corrida

### 1.ª etapa A
| Žilina - Žilina | etapa escarpada | (106,4 km) |

| \| Classificação por etapas \| Classificação por etapas \| Classificação por etapas \| Classificação por etapas \| Classificação por etapas \| \| Ciclista \| Ciclista \| Equipe \| Tempo \| \| \| ------------------------ \| ------------------------ \| -------------------------- \| ------------------------ \| ------------------------ \| \| 1. \| Martin Laas \| Bora-Hansgrohe \| 2h30m38s \| \| \| 2. \| Shane Archbold \| Deceuninck-Quick Step \| + 0s \| \| \| 3. \| Sean De Bie \| Bingoal-Wallonie Bruxelles \| + 0s \| \| \| 4. \| Jay McCarthy \| Bora-Hansgrohe \| + 0s \| \| \| 5. \| Rudy Barbier \| Israel Start-Up Nation \| + 0s \| \| \| 6. \| Adam Toupalik \| Elkov-Kasper \| + 2s \| \| \| 7. \| Jean-Pierre Drucker \| Bora-Hansgrohe \| + 2s \| \| \| 8. \| David van der Poel \| Alpecin-Fenix \| + 2s \| \| \| 9. \| Lars Saugstad \| Uno-X Pro Cycling Team \| + 2s \| \| \| 10. \| Dominik Neumann \| Elkov-Kasper \| + 2s \| \| |                     |                            |          |
| |                     |                            |          |
| Fonte: ProCyclingStats |                     |                            |          |
| Classificação por etapas |                     |                            |          |
| Ciclista | Ciclista            | Equipe                     | Tempo    |
| 1. | Martin Laas         | Bora-Hansgrohe             | 2h30m38s |
| 2. | Shane Archbold      | Deceuninck-Quick Step      | + 0s     |
| 3. | Sean De Bie         | Bingoal-Wallonie Bruxelles | + 0s     |
| 4. | Jay McCarthy        | Bora-Hansgrohe             | + 0s     |
| 5. | Rudy Barbier        | Israel Start-Up Nation     | + 0s     |
| 6. | Adam Toupalik       | Elkov-Kasper               | + 2s     |
| 7. | Jean-Pierre Drucker | Bora-Hansgrohe             | + 2s     |
| 8. | David van der Poel  | Alpecin-Fenix              | + 2s     |
| 9. | Lars Saugstad       | Uno-X Pro Cycling Team     | + 2s     |
| 10. | Dominik Neumann     | Elkov-Kasper               | + 2s     |

| \| Classificação geral \| Classificação geral \| Classificação geral \| Classificação geral \| Classificação geral \| \| Ciclista \| Ciclista \| Equipe \| Tempo \| \| \| ------------------- \| ------------------- \| -------------------------- \| ------------------- \| ------------------- \| \| 1. \| Martin Laas \| Bora-Hansgrohe \| 2h30m32s \| \| \| 2. \| Shane Archbold \| Deceuninck-Quick Step \| + 2s \| \| \| 3. \| Sean De Bie \| Bingoal-Wallonie Bruxelles \| + 4s \| \| \| 4. \| Jay McCarthy \| Bora-Hansgrohe \| + 6s \| \| \| 5. \| Rudy Barbier \| Israel Start-Up Nation \| + 6s \| \| \| 6. \| Jonas Rapp \| Hrinkow Advarics Cycleang \| + 6s \| \| \| 7. \| Adam Toupalik \| Elkov-Kasper \| + 8s \| \| \| 8. \| Jean-Pierre Drucker \| Bora-Hansgrohe \| + 8s \| \| \| 9. \| David van der Poel \| Alpecin-Fenix \| + 8s \| \| \| 10. \| Lars Saugstad \| Uno-X Pro Cycling Team \| + 8s \| \| |                     |                            |          |
| |                     |                            |          |
| Fonte: ProCyclingStats |                     |                            |          |
| Classificação geral |                     |                            |          |
| Ciclista | Ciclista            | Equipe                     | Tempo    |
| 1. | Martin Laas         | Bora-Hansgrohe             | 2h30m32s |
| 2. | Shane Archbold      | Deceuninck-Quick Step      | + 2s     |
| 3. | Sean De Bie         | Bingoal-Wallonie Bruxelles | + 4s     |
| 4. | Jay McCarthy        | Bora-Hansgrohe             | + 6s     |
| 5. | Rudy Barbier        | Israel Start-Up Nation     | + 6s     |
| 6. | Jonas Rapp          | Hrinkow Advarics Cycleang  | + 6s     |
| 7. | Adam Toupalik       | Elkov-Kasper               | + 8s     |
| 8. | Jean-Pierre Drucker | Bora-Hansgrohe             | + 8s     |
| 9. | David van der Poel  | Alpecin-Fenix              | + 8s     |
| 10. | Lars Saugstad       | Uno-X Pro Cycling Team     | + 8s     |

### 1.ª etapa B
| Žilina - Žilina | etapa escarpada | (7,1 km) |

| \| Classificação por etapas \| Classificação por etapas \| Classificação por etapas \| Classificação por etapas \| Classificação por etapas \| \| Ciclista \| Ciclista \| Equipe \| Tempo \| \| \| ------------------------ \| ------------------------ \| ------------------------ \| ------------------------ \| ------------------------ \| \| 1. \| Jannik Steimle \| Deceuninck-Quick Step \| 7m55s \| \| \| 2. \| Nico Denz \| Team Sunweb \| + 6s \| \| \| 3. \| Andreas Leknessund \| Uno-X Pro Cycling Team \| + 7s \| \| \| 4. \| Jonathan Milan \| Cycling Team Friuli ASD \| + 7s \| \| \| 5. \| Johan Price-Pejtersen \| Uno-X Pro Cycling Team \| + 7s \| \| \| 6. \| Jasha Sütterlin \| Team Sunweb \| + 9s \| \| \| 7. \| Chad Haga \| Team Sunweb \| + 12s \| \| \| 8. \| Thymen Arensman \| Team Sunweb \| + 12s \| \| \| 9. \| Yves Lampaert \| Deceuninck-Quick Step \| + 12s \| \| \| 10. \| Shane Archbold \| Deceuninck-Quick Step \| + 15s \| \| |                       |                         |       |
| |                       |                         |       |
| Fonte: ProCyclingStats |                       |                         |       |
| Classificação por etapas |                       |                         |       |
| Ciclista | Ciclista              | Equipe                  | Tempo |
| 1. | Jannik Steimle        | Deceuninck-Quick Step   | 7m55s |
| 2. | Nico Denz             | Team Sunweb             | + 6s  |
| 3. | Andreas Leknessund    | Uno-X Pro Cycling Team  | + 7s  |
| 4. | Jonathan Milan        | Cycling Team Friuli ASD | + 7s  |
| 5. | Johan Price-Pejtersen | Uno-X Pro Cycling Team  | + 7s  |
| 6. | Jasha Sütterlin       | Team Sunweb             | + 9s  |
| 7. | Chad Haga             | Team Sunweb             | + 12s |
| 8. | Thymen Arensman       | Team Sunweb             | + 12s |
| 9. | Yves Lampaert         | Deceuninck-Quick Step   | + 12s |
| 10. | Shane Archbold        | Deceuninck-Quick Step   | + 15s |

| \| Classificação geral \| Classificação geral \| Classificação geral \| Classificação geral \| Classificação geral \| \| Ciclista \| Ciclista \| Equipe \| Tempo \| \| \| ------------------- \| ------------------- \| ---------------------- \| ------------------- \| ------------------- \| \| 1. \| Jannik Steimle \| Deceuninck-Quick Step \| 2h38m35s \| \| \| 2. \| Nico Denz \| Team Sunweb \| + 6s \| \| \| 3. \| Andreas Leknessund \| Uno-X Pro Cycling Team \| + 7s \| \| \| 4. \| Jasha Sütterlin \| Team Sunweb \| + 9s \| \| \| 5. \| Shane Archbold \| Deceuninck-Quick Step \| + 9s \| \| \| 6. \| Chad Haga \| Team Sunweb \| + 12s \| \| \| 7. \| Thymen Arensman \| Team Sunweb \| + 12s \| \| \| 8. \| Yves Lampaert \| Deceuninck-Quick Step \| + 12s \| \| \| 9. \| Morten Hulgaard \| Uno-X Pro Cycling Team \| + 17s \| \| \| 10. \| Jakub Otruba \| Elkov-Kasper \| + 18s \| \| |                    |                        |          |
| |                    |                        |          |
| Fonte: ProCyclingStats |                    |                        |          |
| Classificação geral |                    |                        |          |
| Ciclista | Ciclista           | Equipe                 | Tempo    |
| 1. | Jannik Steimle     | Deceuninck-Quick Step  | 2h38m35s |
| 2. | Nico Denz          | Team Sunweb            | + 6s     |
| 3. | Andreas Leknessund | Uno-X Pro Cycling Team | + 7s     |
| 4. | Jasha Sütterlin    | Team Sunweb            | + 9s     |
| 5. | Shane Archbold     | Deceuninck-Quick Step  | + 9s     |
| 6. | Chad Haga          | Team Sunweb            | + 12s    |
| 7. | Thymen Arensman    | Team Sunweb            | + 12s    |
| 8. | Yves Lampaert      | Deceuninck-Quick Step  | + 12s    |
| 9. | Morten Hulgaard    | Uno-X Pro Cycling Team | + 17s    |
| 10. | Jakub Otruba       | Elkov-Kasper           | + 18s    |

### 2.ª etapa
| Žilina - Banská Bystrica | etapa escarpada | (206,6 km) |

| \| Classificação por etapas \| Classificação por etapas \| Classificação por etapas \| Classificação por etapas \| Classificação por etapas \| \| Ciclista \| Ciclista \| Equipe \| Tempo \| \| \| ------------------------ \| ------------------------ \| ------------------------ \| ------------------------ \| ------------------------ \| \| 1. \| Nico Denz \| Team Sunweb \| 5h01m41s \| \| \| 2. \| Jannik Steimle \| Deceuninck-Quick Step \| + 0s \| \| \| 3. \| Jean-Pierre Drucker \| Bora-Hansgrohe \| + 0s \| \| \| 4. \| Mihkel Räim \| Israel Start-Up Nation \| + 1s \| \| \| 5. \| Shane Archbold \| Deceuninck-Quick Step \| + 1s \| \| \| 6. \| Emmanuel Morin \| Cofidis \| + 1s \| \| \| 7. \| Jenthe Biermans \| Israel Start-Up Nation \| + 1s \| \| \| 8. \| Viacheslav Kuznetsov \| Gazprom-RusVelo \| + 1s \| \| \| 9. \| Charles Planet \| Team Novo Nordisk \| + 1s \| \| \| 10. \| Adam Toupalik \| Elkov-Kasper \| + 1s \| \| |                      |                        |          |
| |                      |                        |          |
| Fonte: ProCyclingStats |                      |                        |          |
| Classificação por etapas |                      |                        |          |
| Ciclista | Ciclista             | Equipe                 | Tempo    |
| 1. | Nico Denz            | Team Sunweb            | 5h01m41s |
| 2. | Jannik Steimle       | Deceuninck-Quick Step  | + 0s     |
| 3. | Jean-Pierre Drucker  | Bora-Hansgrohe         | + 0s     |
| 4. | Mihkel Räim          | Israel Start-Up Nation | + 1s     |
| 5. | Shane Archbold       | Deceuninck-Quick Step  | + 1s     |
| 6. | Emmanuel Morin       | Cofidis                | + 1s     |
| 7. | Jenthe Biermans      | Israel Start-Up Nation | + 1s     |
| 8. | Viacheslav Kuznetsov | Gazprom-RusVelo        | + 1s     |
| 9. | Charles Planet       | Team Novo Nordisk      | + 1s     |
| 10. | Adam Toupalik        | Elkov-Kasper           | + 1s     |

| \| Classificação geral \| Classificação geral \| Classificação geral \| Classificação geral \| Classificação geral \| \| Ciclista \| Ciclista \| Equipe \| Tempo \| \| \| ------------------- \| ------------------- \| ---------------------- \| ------------------- \| ------------------- \| \| 1. \| Jannik Steimle \| Deceuninck-Quick Step \| 7h40m07s \| \| \| 2. \| Nico Denz \| Team Sunweb \| + 0s \| \| \| 3. \| Shane Archbold \| Deceuninck-Quick Step \| + 16s \| \| \| 4. \| Andreas Leknessund \| Uno-X Pro Cycling Team \| + 17s \| \| \| 5. \| Jasha Sütterlin \| Team Sunweb \| + 19s \| \| \| 6. \| Chad Haga \| Team Sunweb \| + 22s \| \| \| 7. \| Yves Lampaert \| Deceuninck-Quick Step \| + 22s \| \| \| 8. \| Jean-Pierre Drucker \| Bora-Hansgrohe \| + 23s \| \| \| 9. \| Morten Hulgaard \| Uno-X Pro Cycling Team \| + 27s \| \| \| 10. \| Jakub Otruba \| Elkov-Kasper \| + 28s \| \| |                     |                        |          |
| |                     |                        |          |
| Fonte: ProCyclingStats |                     |                        |          |
| Classificação geral |                     |                        |          |
| Ciclista | Ciclista            | Equipe                 | Tempo    |
| 1. | Jannik Steimle      | Deceuninck-Quick Step  | 7h40m07s |
| 2. | Nico Denz           | Team Sunweb            | + 0s     |
| 3. | Shane Archbold      | Deceuninck-Quick Step  | + 16s    |
| 4. | Andreas Leknessund  | Uno-X Pro Cycling Team | + 17s    |
| 5. | Jasha Sütterlin     | Team Sunweb            | + 19s    |
| 6. | Chad Haga           | Team Sunweb            | + 22s    |
| 7. | Yves Lampaert       | Deceuninck-Quick Step  | + 22s    |
| 8. | Jean-Pierre Drucker | Bora-Hansgrohe         | + 23s    |
| 9. | Morten Hulgaard     | Uno-X Pro Cycling Team | + 27s    |
| 10. | Jakub Otruba        | Elkov-Kasper           | + 28s    |

### 3.ª etapa
| Banská Bystrica - Žiar nad Hronom | etapa escarpada | (181,3 km) |

| \| Classificação por etapas \| Classificação por etapas \| Classificação por etapas \| Classificação por etapas \| Classificação por etapas \| \| Ciclista \| Ciclista \| Equipe \| Tempo \| \| \| ------------------------ \| ------------------------ \| -------------------------- \| ------------------------ \| ------------------------ \| \| 1. \| Martin Laas \| Bora-Hansgrohe \| 4h12m24s \| \| \| 2. \| Sean De Bie \| Bingoal-Wallonie Bruxelles \| + 0s \| \| \| 3. \| David van der Poel \| Alpecin-Fenix \| + 0s \| \| \| 4. \| Emmanuel Morin \| Cofidis \| + 0s \| \| \| 5. \| Jannik Steimle \| Deceuninck-Quick Step \| + 0s \| \| \| 6. \| Marcel Meisen \| Alpecin-Fenix \| + 0s \| \| \| 7. \| Guillaume Boivin \| Israel Start-Up Nation \| + 0s \| \| \| 8. \| Viacheslav Kuznetsov \| Gazprom-RusVelo \| + 0s \| \| \| 9. \| Riccardo Stacchiotti \| Vini Zabù-KTM \| + 0s \| \| \| 10. \| Jean-Pierre Drucker \| Bora-Hansgrohe \| + 0s \| \| |                      |                            |          |
| |                      |                            |          |
| Fonte: ProCyclingStats |                      |                            |          |
| Classificação por etapas |                      |                            |          |
| Ciclista | Ciclista             | Equipe                     | Tempo    |
| 1. | Martin Laas          | Bora-Hansgrohe             | 4h12m24s |
| 2. | Sean De Bie          | Bingoal-Wallonie Bruxelles | + 0s     |
| 3. | David van der Poel   | Alpecin-Fenix              | + 0s     |
| 4. | Emmanuel Morin       | Cofidis                    | + 0s     |
| 5. | Jannik Steimle       | Deceuninck-Quick Step      | + 0s     |
| 6. | Marcel Meisen        | Alpecin-Fenix              | + 0s     |
| 7. | Guillaume Boivin     | Israel Start-Up Nation     | + 0s     |
| 8. | Viacheslav Kuznetsov | Gazprom-RusVelo            | + 0s     |
| 9. | Riccardo Stacchiotti | Vini Zabù-KTM              | + 0s     |
| 10. | Jean-Pierre Drucker  | Bora-Hansgrohe             | + 0s     |

| \| Classificação geral \| Classificação geral \| Classificação geral \| Classificação geral \| Classificação geral \| \| Ciclista \| Ciclista \| Equipe \| Tempo \| \| \| ------------------- \| ------------------- \| ---------------------- \| ------------------- \| ------------------- \| \| 1. \| Jannik Steimle \| Deceuninck-Quick Step \| 11h52m31s \| \| \| 2. \| Nico Denz \| Team Sunweb \| + 0s \| \| \| 3. \| Shane Archbold \| Deceuninck-Quick Step \| + 14s \| \| \| 4. \| Andreas Leknessund \| Uno-X Pro Cycling Team \| + 17s \| \| \| 5. \| Jasha Sütterlin \| Team Sunweb \| + 19s \| \| \| 6. \| Chad Haga \| Team Sunweb \| + 22s \| \| \| 7. \| Jean-Pierre Drucker \| Bora-Hansgrohe \| + 22s \| \| \| 8. \| Yves Lampaert \| Deceuninck-Quick Step \| + 22s \| \| \| 9. \| Jenthe Biermans \| Israel Start-Up Nation \| + 25s \| \| \| 10. \| Morten Hulgaard \| Uno-X Pro Cycling Team \| + 27s \| \| |                     |                        |           |
| |                     |                        |           |
| Fonte: ProCyclingStats |                     |                        |           |
| Classificação geral |                     |                        |           |
| Ciclista | Ciclista            | Equipe                 | Tempo     |
| 1. | Jannik Steimle      | Deceuninck-Quick Step  | 11h52m31s |
| 2. | Nico Denz           | Team Sunweb            | + 0s      |
| 3. | Shane Archbold      | Deceuninck-Quick Step  | + 14s     |
| 4. | Andreas Leknessund  | Uno-X Pro Cycling Team | + 17s     |
| 5. | Jasha Sütterlin     | Team Sunweb            | + 19s     |
| 6. | Chad Haga           | Team Sunweb            | + 22s     |
| 7. | Jean-Pierre Drucker | Bora-Hansgrohe         | + 22s     |
| 8. | Yves Lampaert       | Deceuninck-Quick Step  | + 22s     |
| 9. | Jenthe Biermans     | Israel Start-Up Nation | + 25s     |
| 10. | Morten Hulgaard     | Uno-X Pro Cycling Team | + 27s     |

### 4.ª etapa
| Topoľčianky - Skalica | etapa escarpada | (171,7 km) |

| \| Classificação por etapas \| Classificação por etapas \| Classificação por etapas \| Classificação por etapas \| Classificação por etapas \| \| Ciclista \| Ciclista \| Equipe \| Tempo \| \| \| ------------------------ \| ------------------------ \| -------------------------- \| ------------------------ \| ------------------------ \| \| 1. \| Rudy Barbier \| Israel Start-Up Nation \| 3h56m37s \| \| \| 2. \| Álvaro Hodeg \| Deceuninck-Quick Step \| + 0s \| \| \| 3. \| Martin Laas \| Bora-Hansgrohe \| + 0s \| \| \| 4. \| David van der Poel \| Alpecin-Fenix \| + 0s \| \| \| 5. \| Adam Toupalik \| Elkov-Kasper \| + 0s \| \| \| 6. \| Erik Nordsæter Resell \| Uno-X Pro Cycling Team \| + 0s \| \| \| 7. \| Jean-Pierre Drucker \| Bora-Hansgrohe \| + 0s \| \| \| 8. \| Nico Denz \| Team Sunweb \| + 0s \| \| \| 9. \| Sean De Bie \| Bingoal-Wallonie Bruxelles \| + 0s \| \| \| 10. \| Jannik Steimle \| Deceuninck-Quick Step \| + 0s \| \| |                       |                            |          |
| |                       |                            |          |
| Fonte: ProCyclingStats |                       |                            |          |
| Classificação por etapas |                       |                            |          |
| Ciclista | Ciclista              | Equipe                     | Tempo    |
| 1. | Rudy Barbier          | Israel Start-Up Nation     | 3h56m37s |
| 2. | Álvaro Hodeg          | Deceuninck-Quick Step      | + 0s     |
| 3. | Martin Laas           | Bora-Hansgrohe             | + 0s     |
| 4. | David van der Poel    | Alpecin-Fenix              | + 0s     |
| 5. | Adam Toupalik         | Elkov-Kasper               | + 0s     |
| 6. | Erik Nordsæter Resell | Uno-X Pro Cycling Team     | + 0s     |
| 7. | Jean-Pierre Drucker   | Bora-Hansgrohe             | + 0s     |
| 8. | Nico Denz             | Team Sunweb                | + 0s     |
| 9. | Sean De Bie           | Bingoal-Wallonie Bruxelles | + 0s     |
| 10. | Jannik Steimle        | Deceuninck-Quick Step      | + 0s     |

## Classificações finais
As classificações finalizaram da seguinte forma:

### Classificação geral
| \| Classificação geral \| Classificação geral \| Classificação geral \| Classificação geral \| Classificação geral \| \| Ciclista \| Ciclista \| Equipe \| Tempo \| \| \| ------------------- \| ------------------- \| ---------------------- \| ------------------- \| ------------------- \| \| 1. \| Jannik Steimle \| Deceuninck-Quick Step \| 15h49m04s \| \| \| 2. \| Nico Denz \| Team Sunweb \| + 0s \| \| \| 3. \| Shane Archbold \| Deceuninck-Quick Step \| + 18s \| \| \| 4. \| Andreas Leknessund \| Uno-X Pro Cycling Team \| + 21s \| \| \| 5. \| Jasha Sütterlin \| Team Sunweb \| + 23s \| \| \| 6. \| Chad Haga \| Team Sunweb \| + 26s \| \| \| 7. \| Jean-Pierre Drucker \| Bora-Hansgrohe \| + 26s \| \| \| 8. \| Yves Lampaert \| Deceuninck-Quick Step \| + 26s \| \| \| 9. \| Jakub Otruba \| Elkov-Kasper \| + 29s \| \| \| 10. \| Jenthe Biermans \| Israel Start-Up Nation \| + 29s \| \| |                     |                        |           |
| |                     |                        |           |
| Fonte: ProCyclingStats |                     |                        |           |
| Classificação geral |                     |                        |           |
| Ciclista | Ciclista            | Equipe                 | Tempo     |
| 1. | Jannik Steimle      | Deceuninck-Quick Step  | 15h49m04s |
| 2. | Nico Denz           | Team Sunweb            | + 0s      |
| 3. | Shane Archbold      | Deceuninck-Quick Step  | + 18s     |
| 4. | Andreas Leknessund  | Uno-X Pro Cycling Team | + 21s     |
| 5. | Jasha Sütterlin     | Team Sunweb            | + 23s     |
| 6. | Chad Haga           | Team Sunweb            | + 26s     |
| 7. | Jean-Pierre Drucker | Bora-Hansgrohe         | + 26s     |
| 8. | Yves Lampaert       | Deceuninck-Quick Step  | + 26s     |
| 9. | Jakub Otruba        | Elkov-Kasper           | + 29s     |
| 10. | Jenthe Biermans     | Israel Start-Up Nation | + 29s     |

### Classificação por pontos
| Classificação por pontos | Classificação por pontos | Classificação por pontos   | Classificação por pontos | Classificação por pontos |
| Ciclista                 | Ciclista                 | Equipe                     | Pontos                   |                          |
| ------------------------ | ------------------------ | -------------------------- | ------------------------ | ------------------------ |
| 1.                       | Martin Laas              | Bora-Hansgrohe             | 52 pts                   |                          |
| 2.                       | Nico Denz                | Team Sunweb                | 47 pts                   |                          |
| 3.                       | Jannik Steimle           | Deceuninck-Quick Step      | 43 pts                   |                          |
| 4.                       | Shane Archbold           | Deceuninck-Quick Step      | 37 pts                   |                          |
| 5.                       | Jenthe Biermans          | Israel Start-Up Nation     | 31 pts                   |                          |
| 6.                       | Sean De Bie              | Bingoal-Wallonie Bruxelles | 29 pts                   |                          |
| 7.                       | Rudy Barbier             | Israel Start-Up Nation     | 28 pts                   |                          |
| 8.                       | David van der Poel       | Alpecin-Fenix              | 25 pts                   |                          |
| 9.                       | Jean-Pierre Drucker      | Bora-Hansgrohe             | 24 pts                   |                          |
| 10.                      | Álvaro Hodeg             | Deceuninck-Quick Step      | 17 pts                   |                          |

### Classificação da montanha
| Classificação da montanha | Classificação da montanha | Classificação da montanha  | Classificação da montanha | Classificação da montanha |
| Ciclista                  | Ciclista                  | Equipe                     | Pontos                    |                           |
| ------------------------- | ------------------------- | -------------------------- | ------------------------- | ------------------------- |
| 1.                        | Kenny Molly               | Bingoal-Wallonie Bruxelles | 57 pts                    |                           |
| 2.                        | Ben O'Connor              | NTT Pro Cycling            | 42 pts                    |                           |
| 3.                        | Jonas Rapp                | Hrinkow Advarics Cycleang  | 33 pts                    |                           |
| 4.                        | Joel Suter                | Bingoal-Wallonie Bruxelles | 27 pts                    |                           |
| 5.                        | Guillaume Boivin          | Israel Start-Up Nation     | 27 pts                    |                           |
| 6.                        | Robert Power              | Team Sunweb                | 18 pts                    |                           |
| 7.                        | Michael Kukrle            | Elkov-Kasper               | 15 pts                    |                           |
| 8.                        | Martin Haring             | Dukla Banská Bystrica      | 15 pts                    |                           |
| 9.                        | Kristjan Hočevar          | Adria Mobil                | 14 pts                    |                           |
| 10.                       | Gabriele Petrelli         | Cycling Team Friuli ASD    | 14 pts                    |                           |

### Classificação dos jovens
| Classificação dos jovens | Classificação dos jovens | Classificação dos jovens   | Classificação dos jovens | Classificação dos jovens |
| Ciclista                 | Ciclista                 | Equipe                     | Tempo                    |                          |
| ------------------------ | ------------------------ | -------------------------- | ------------------------ | ------------------------ |
| 1.                       | Andreas Leknessund       | Uno-X Pro Cycling Team     | 15h49m25s                |                          |
| 2.                       | Jakub Otruba             | Elkov-Kasper               | + 8s                     |                          |
| 3.                       | Morten Hulgaard          | Uno-X Pro Cycling Team     | + 10s                    |                          |
| 4.                       | Alexis Renard            | Israel Start-Up Nation     | + 17s                    |                          |
| 5.                       | Ben Tulett               | Alpecin-Fenix              | + 58s                    |                          |
| 6.                       | Joel Suter               | Bingoal-Wallonie Bruxelles | + 1m05s                  |                          |
| 7.                       | Davide Bais              | Cycling Team Friuli ASD    | + 1m13s                  |                          |
| 8.                       | Kristjan Hočevar         | Adria Mobil                | + 3m16s                  |                          |
| 9.                       | Lukáš Kubiš              | Dukla Banská Bystrica      | + 4m10s                  |                          |
| 10.                      | Gabriele Petrelli        | Cycling Team Friuli ASD    | + 4m36s                  |                          |

### Classificação por equipas
| Classificação por equipes | Classificação por equipes  | Classificação por equipes | Classificação por equipes |
| Equipe                    | Equipe                     | Tempo                     |                           |
| ------------------------- | -------------------------- | ------------------------- | ------------------------- |
| 1.                        | Deceuninck-Quick Step      | 47h28m18s                 |                           |
| 2.                        | Team Sunweb                | + 2s                      |                           |
| 3.                        | Elkov-Kasper               | + 39s                     |                           |
| 4.                        | Israel Start-Up Nation     | + 52s                     |                           |
| 5.                        | Bora-Hansgrohe             | + 1m10s                   |                           |
| 6.                        | Alpecin-Fenix              | + 1m12s                   |                           |
| 7.                        | Bingoal-Wallonie Bruxelles | + 1m14s                   |                           |
| 8.                        | Cofidis                    | + 1m17s                   |                           |
| 9.                        | Gazprom-RusVelo            | + 1m35s                   |                           |
| 10.                       | Adria Mobil                | + 5m02s                   |                           |

## Evolução das classificações
| Etapa                 | Vencedor              | Classificação geral | Classificação por pontos | Classificação da montanha | Classificação dos jovens | Classificação do melhor eslovaco | Classificação por equipas |
| --------------------- | --------------------- | ------------------- | ------------------------ | ------------------------- | ------------------------ | -------------------------------- | ------------------------- |
| 1.ª A                 | Martin Laas           | Martin Laas         | Martin Laas              | Mathijs Paasschens        | Matúš Štoček             | Matúš Štoček                     | Bora-Hansgrohe            |
| 1.ª B                 | Jannik Steimle        | Jannik Steimle      | Martin Laas              | Mathijs Paasschens        | Andreas Leknessund       | Lukáš Kubiš                      | Deceuninck-Quick Step     |
| 2.ª                   | Nico Denz             | Jannik Steimle      | Nico Denz                | Kenny Molly               | Andreas Leknessund       | Lukáš Kubiš                      | Deceuninck-Quick Step     |
| 3.ª                   | Martin Laas           | Jannik Steimle      | Martin Laas              | Kenny Molly               | Andreas Leknessund       | Lukáš Kubiš                      | Deceuninck-Quick Step     |
| 4.ª                   | Rudy Barbier          | Jannik Steimle      | Martin Laas              | Kenny Molly               | Andreas Leknessund       | Lukáš Kubiš                      | Deceuninck-Quick Step     |
| Classificações finais | Classificações finais | Jannik Steimle      | Martin Laas              | Kenny Molly               | Andreas Leknessund       | Lukáš Kubiš                      | Deceuninck-Quick Step     |

## UCI World Ranking
O Tour da Eslováquia outorgou pontos para o UCI World Ranking para corredores das equipas nas categorias UCI WorldTeam, UCI ProTeam e Continental. As seguintes tabelas mostram o barómetro de pontuação e os 10 corredores que obtiveram mais pontos:
| Posição             | 1.º | 2.º | 3.º | 4.º | 5.º | 6.º | 7.º | 8.º | 9.º | 10.º | 11.º | 12.º | 13.º-15.º | 16.º-25.º |
| Classificação geral | 125 | 85  | 70  | 60  | 50  | 40  | 35  | 30  | 25  | 20   | 15   | 10   | 5         | 3         |
| Por etapa           | 14  | 5   | 3   |     |     |     |     |     |     |      |      |      |           |           |
| Líder               | 3   |     |     |     |     |     |     |     |     |      |      |      |           |           |

| Classificação |                     |                       |       |       |       |       |
| Posição       | Ciclista            | Equipa                | Geral | Etapa | Líder | Total |
| ------------- | ------------------- | --------------------- | ----- | ----- | ----- | ----- |
| 1.º           | Jannik Steimle      | Deceuninck-Quick Step | 125   | 19    | 9     | 153   |
| 2.º           | Nico Denz           | Sunweb                | 85    | 19    | -     | 104   |
| 3.º           | Shane Archbold      | Deceuninck-Quick Step | 70    | 5     | -     | 75    |
| 4.º           | Andreas Leknessund  | Uno-X                 | 60    | 3     | -     | 63    |
| 5.º           | Jasha Sütterlin     | Sunweb                | 50    | -     | -     | 50    |
| 6.º           | Chad Haga           | Sunweb                | 40    | -     | -     | 40    |
| 7.º           | Jean-Pierre Drucker | Bora-Hansgrohe        | 35    | 3     | -     | 38    |
| 8.º           | Martin Laas         | Bora-Hansgrohe        | -     | 31    | 3     | 34    |
| 9.º           | Yves Lampaert       | Deceuninck-Quick Step | 30    | -     | -     | 30    |
| 10.º          | Jakub Otruba        | Elkov-Kasper          | 25    | -     | -     | 25    |